# Rene Uys
Rene Uys (Bloemfontein, 26 luglio 1964) è un'ex tennista sudafricana.

## Carriera
A livello giovanile si fa notare durante Wimbledon 1981 dove raggiunge la finale del singolare ragazze venendo sconfitta in tre set da Zina Garrison. Tra le adulte ha giocato una finale nel 1984, al Natal Open uscendone sconfitta da Peanut Louie, ed è avanzata fino al quarto turno di Wimbledon 1985 dove si è arresa a Martina Navrátilová.

## Statistiche

### Singolare

#### Finali perse (1)
| Numero | Anno | Torneo             | Superficie | Avversaria in finale | Punteggio |
| 1.     | 1984 | Natal Open, Durban | Erba       | Peanut Louie         | 1-6, 4-6  |